# Edderkopperne
Edderkopperne er en tysk stumfilm fra 1919.

## Medvirkende
- Carl de Vogt som Kay Hoog
- Lil Dagover som Sun Priestess Naela
- Ressel Orla som Lio Sha
- Georg John som Telphas
- Rudolf Lettinger som John Terry